# Peisey-Nancroix
Peisey-Nancroix là một xã thuộc tỉnh Savoie trong vùng Auvergne-Rhône-Alpes ở đông nam nước Pháp.